# محمد بن عبد الرحمن آل خليفة
محمد بن عبد الرحمن بن محمد بن عبد الله بن عيسى بن علي بن خليفة بن سلمان بن أحمد الفاتح بن محمد بن خليفة آل خليفة الجميلي التغلبي الوائلي (ولد في 18 أغسطس 1958 في المحرق، البحرين - توفي في 28 يوليو 2021 في البحرين) رياضي بحريني.

## النشأة والتعليم
ولد آل خليفة في مدينة المحرق شمال شرق البحرين في 18 أغسطس 1958.
حصل على شهادة البكالوريوس من جامعة تكساس في الولايات المتحدة.

## المسيرة المهنية والرياضية
دخل في مجلس إدارة نادي المحرق من العام 1990 واستمر حتى العام 2000. رأس منذ العام 1994 إلى العام 2000 جهاز كرة السلة في نادي المحرق. تمكن في فترة رئاسته لجهاز كرة السلة في نادي المحرق من نقل الفريق من الدرجة الثانية إلى المركز الثالث في دوري الدرجة الأولى وذلك بعد دوري الدمج. حقق الفريق في عهده المركز الثاني لأكثر من موسم. فاز فريق شباب المحرق في فترة رئاسته لجهاز السلة ببطولتي الدوري والكأس في موسم واحد.
تسلم منصب رئيس الاتحاد البحريني لكرة السلة من 2000 إلى 2008. حققت البحرين في عهد رئاسته لاتحاد السلة أول لقب خليجي وكان في بطولة مجلس التعاون لمنتخبات الشباب التي أقيمت في الكويت العام 2005. تمكن من الارتقاء بمستوى تمويل الاتحاد ووقع عدد من عقود الرعاية مع الكثير من الشركات. ارتفعت موازنة الأندية لكرة السلة في عهده إلى 23 ألف دينار بحريني لكل نادي بعد أن كانت لا تتجاوز 10 آلاف دينار. نظم الاتحاد الكثير من البطولات للفرق الزائرة إلى جانب البطولات المشجعة لمزاولة كرة السلة.

## الوفاة
في يناير 2021 غادر آل خليفة البحرين متوجها إلى العاصمة الألمانية برلين من أجل العلاج. وأثناء إقامته في ألمانيا قام بزيارته عيسى بن علي بن خليفة آل خليفة وخالد جمعان ومحمد بن دينه في المستشفى حيث يتلقى العلاج للاطمئنان على صحته.
توفي آل خليفة صباح يوم الأربعاء 28 يوليو 2021 الموافق 18 ذو الحجة 1442 للهجرة ووري الثرى في مقبرة الحنينية بالرفاع الغربي.
وقد نعاه دعيج بن سلمان بن أحمد آل خليفة نائب رئيس المجلس الأعلى للشباب والرياضة الذي عبر عن خالص تعازيه وعميق حزنه للأسرة الرياضية على رحيله وأكد أن الفقيد ترك بصمته الواضحة في تاريخ كرة السلة البحرينية من خلال عطاءه الكبير للعبة خلال سنوات رئاسته للاتحاد البحريني لكرة السلة مشيرا إلى الدور الكبير الذي لعبه الفقيد في صنع أمجاد فريق السلة بنادي المحرق وقيادته ليكون أحد أقطاب اللعبة في المملكة والمساهمة بوصوله لمنصات التتويج في العديد من المناسبات.
وبعث أمير دولة الكويت نواف الأحمد الصباح ورئيس مجلس وزرائه صباح الخالد الصباح برقيتي تعزية إلى ملك البحرين حمد بن عيسى آل خليفة عبر فيها عن خالص تعازيه وصادق مواساته بوفاة آل خليفة.